# Rhingia
Rhingia (лат.) — род мух-журчалок из подсемейства Eristalinae. Обладают самым длинным хоботком среди европейских мух-журчалок.

## Описание
Длина тела от 5, до 11 мм. Лицо клювовидно вытянуто. Ариста усиков голая. Срединная поперечная жилка (ta) крыла расположена перед серединой дискальной ячейки. последняя радиальная жилка изогнута в сторону края крыла.

## Экология и местообитания
Имаго встречаются по затенённым местообитаниям: опушкам лесов по берегам водоёмов. Взрослые мухи питаются нектаром и пыльцой цветков. Личинки развиваются в экскрементах животных.

## Виды
Род насчитывает около 25 видов:
- Rhingia austriaca Meigen, 1830
- Rhingia borealis Ringdahl 1928
- Rhingia caerulescens Loew, 1858
- Rhingia campestris Meigen, 1822
- Rhingia cnephaeoptera Speiser, 1915
- Rhingia congensis Curran, 1939
- Rhingia cuthbertsoni Curran, 1939
- Rhingia cyanoprora Speiser, 1910
- Rhingia formosana Shiraki, 1930
- Rhingia fuscipes Bezzi, 1915
- Rhingia laevigata Loew, 1858
- Rhingia lutea Bezzi, 1915
- Rhingia mecyana Speiser, 1910
- Rhingia nasica Say, 1823
- Rhingia nigra Macquart, 1845[4]
- Rhingia orthoneurina Speiser, 1910
- Rhingia pellucens Bezzi, 1915
- Rhingia pulcherrima Bezzi, 1908
- Rhingia pycnosoma Bezzi, 1915
- Rhingia rostrata (Linnaeus 1758) typus
- Rhingia semicaerulea Austen, 1893
- Rhingia trivittata Curran, 1929
- † Rhingia zephyrea Hull 1945

## Распространение
Представители рода встречаются в Голарктике, Неотропике и Афротропике и Ориентальной области.

## Палеонтология
В ископаемом состоянии известен один вид, Rhingia zephyrea, обнаруженный в сланцах эоценового возраста в штате Колорадо (США).